# Shrek terzo (videogioco)
Shrek Terzo (Shrek the Third) è un videogioco ispirato all'omonimo film d'animazione del 2007. Il gioco è stato pubblicato a partire dal 14 maggio 2007 per PlayStation 2, PlayStation Portable, Xbox 360, Nintendo DS, Wii, Windows, Game Boy Advance e Telefono cellulare.
Una versione per PSP è stata pubblicata a giugno. Lo sviluppo del gioco è stato affidato a 7 Studios, Gameloft, Amaze Entertainment e Vicarious Visions e pubblicato dalla Activision.

## Trama
Nella storia del gioco, Shrek deve trovare Arthur Pendragon, per farlo diventare re di Molto, molto lontano, mentre Azzurro tenta di creare il caos nel regno per potersi prendere il trono con la forza.

## Modalità di gioco
Il giocatore può giocare nei panni di uno dei principali personaggi del film (Shrek, Ciuchino,  il Gatto con gli stivali, la principessa Fiona, Arthur Pendragon e la bella addormentata). Il gioco consiste in venti livelli, alcuni dei quali ispirati alla storia del film, e prevede la modalità singolo giocatore e multigiocatore. 
La versione per DS ha come personaggi giocabili solo Shrek, Gatto e Arthur, ciascuno con le loro caratteristiche: Shrek è il personaggio più forte fisicamente ed è l'unico in grado di sfondare pavimenti fragili e alcuni muri, Gatto è l'unico personaggio in grado di saltare e può effettuare dei salti a muro che gli permettono di raggiungere luoghi inaccessibili agli altri personaggi e Arthur ha uno scudo che può reggere in avanti o sopra di sé per proteggere il gruppo da attacchi e trappole, può lanciarlo per attivare aure magiche che aprono nuove strade o colpire i nemici, e può usarlo per superare l'acqua.  Il gameplay, soprattutto nelle battaglie contro i boss, richiede il passare tra un personaggio e l'altro per farli collaborare e superare i livelli, ma possono muoversi allo stesso tempo collegando le loro immagini con lo stilo. Si dovranno inoltre trovare delle fate dorate per far tornare normale Merlino, che Ciuchino ha accidentalmente trasformato in un gelato quando ha usato la sua bacchetta magica su uno scudo magico. Ciuchino stesso non è giocabile, ma fornisce consigli, e attraverso il touch screen o il microfono della console, aiuterà Shrek e gli altri lanciando varie magie, come far crescere o calare delle piante o stordire alberi maligni e streghe.

## Curiosità
- Nel livello della nave pirata, fanno un cameo Kowalski e Skipper, due dei pinguini del film d'animazione Madagascar.

- Dopo l'uscita del film, Kinder e DreamWorks Animation fecero una collaborazione inserendo negli ovetti Kinder Sorpresa i personaggi come sorprese, e nel bundle da sei ovetti era inclusa la demo del gioco con il livello La banchina.